# Лопатоніг
Лопатоніг (Scaphiopus) — рід земноводних родини Лопатоноги ряду Безхвості. Має 3 види.

## Опис
Загальна довжина представників цього роду коливається від 5 до 9 см. Зовні дуже схожі на часничниць. Голова товста. Зіниця вертикальна, барабанна перетинка невелика, але досить добре помітна. Мають округлий одутлий тулуб з величезними виряченими очима. Задні лапи довгі, з добре розвиненою перетинкою між пальцями, нагаду лопаті. Короткі передні кінцівки з гачкуватими короткими пальчиками не мають перетинок. Шкіра гладенька або шорстка, з невеликими округлими горбками.
Забарвлення жовтувате, піщане, часто з коричневим або зеленуватим малюнком зі смуг або плям.

## Спосіб життя
Полюбляють напівпустелі і прерії. Ведуть риючий спосіб життя, вилазячи на поверхню в пошуках здобичі лише в темний час доби. Сухий сезон перечікують, зарившись глибоко у ґрунт. Харчуються безхребетними
Розмноження пов'язане з водоймами: ікру відкладають на різні водні рослини. Личинки з'являються через 2 дні. Метаморфоз триває 12—15 днів.

## Розповсюдження
Мешкають на півдні і сході США, у північній Мексиці.

## Види
- Scaphiopus couchii
- Scaphiopus holbrookii
- Scaphiopus hurterii